# Decatlo
Decatlo é uma competição de atletismo composta por dez provas. Nos Jogos Olímpicos, é exclusivamente praticada por homens. O equivalente feminino desta prova é o heptatlo, com sete provas. Os atletas inscritos competem num programa de dois dias, que inclui as seguintes modalidades: 100 metros rasos; salto em distância, arremesso de peso, salto em altura, 400 metros rasos (1º dia);
110 metros com barreiras, lançamento de disco, salto com vara, lançamento de dardo, 1500 metros (2º dia).
A especial importância do decatlo deve-se a que o vencedor dessa modalidade é considerado "o atleta mais completo do mundo", por causa do conjunto de provas que a modalidade exige, ao mesmo tempo, resistência extraordinária e o desenvolvimento harmônico de diferentes aptidões físicas. Este título foi ligado historicamente ao esporte, desde que em Estocolmo 1912 o rei Gustavo V da Suécia, ao cumprimentar o norte-americano Jim Thorpe pela conquista da medalha de ouro, lhe disse: "Você, senhor, é o  maior atleta do mundo". Ao que Thorpe, um nativo americano e um homem simples, respondeu:"Obrigado, Rei".
Os competidores recebem pontos por seu desempenho em cada uma das provas, de acordo com uma tabela elaborada pela Associação Internacional de Federações de Atletismo (IAAF). Essa tabela já foi modificada várias vezes, a fim de se adaptar à evolução do desempenho dos atletas. Desde 1912 ela foi modificada seis vezes, em 1920, 1934, 1950, 1962, 1977 – para incorporar o uso crescente da cronometragem eletrônica – e mais recentemente em 1985.
Alguns dos grandes nomes na história do esporte são Thomas Kiely, Jim Thorpe, Bob Mathias, 
Ashton Eaton, Daley Thompson, Tomáš Dvořák, Bryan Clay, Roman Šebrle e Bruce Jenner.

## História
A palavra decatlo tem origem grega e vem de δέκα (déka, significando "dez") e ἄθλος (áthlos, ou ἄθλον, áthlon, que significa "façanha"). Ele tem a sua origem no pentatlo dos Jogos Olímpicos da Antiguidade, que incluía salto em distância, lançamento do disco, do dardo, uma corrida e uma luta. A modalidade foi introduzida nos Jogos de 708 a.C. e se tornou popular por vários séculos. No sexto século a.C. pentatlos se tornaram parte de eventos religiosos.

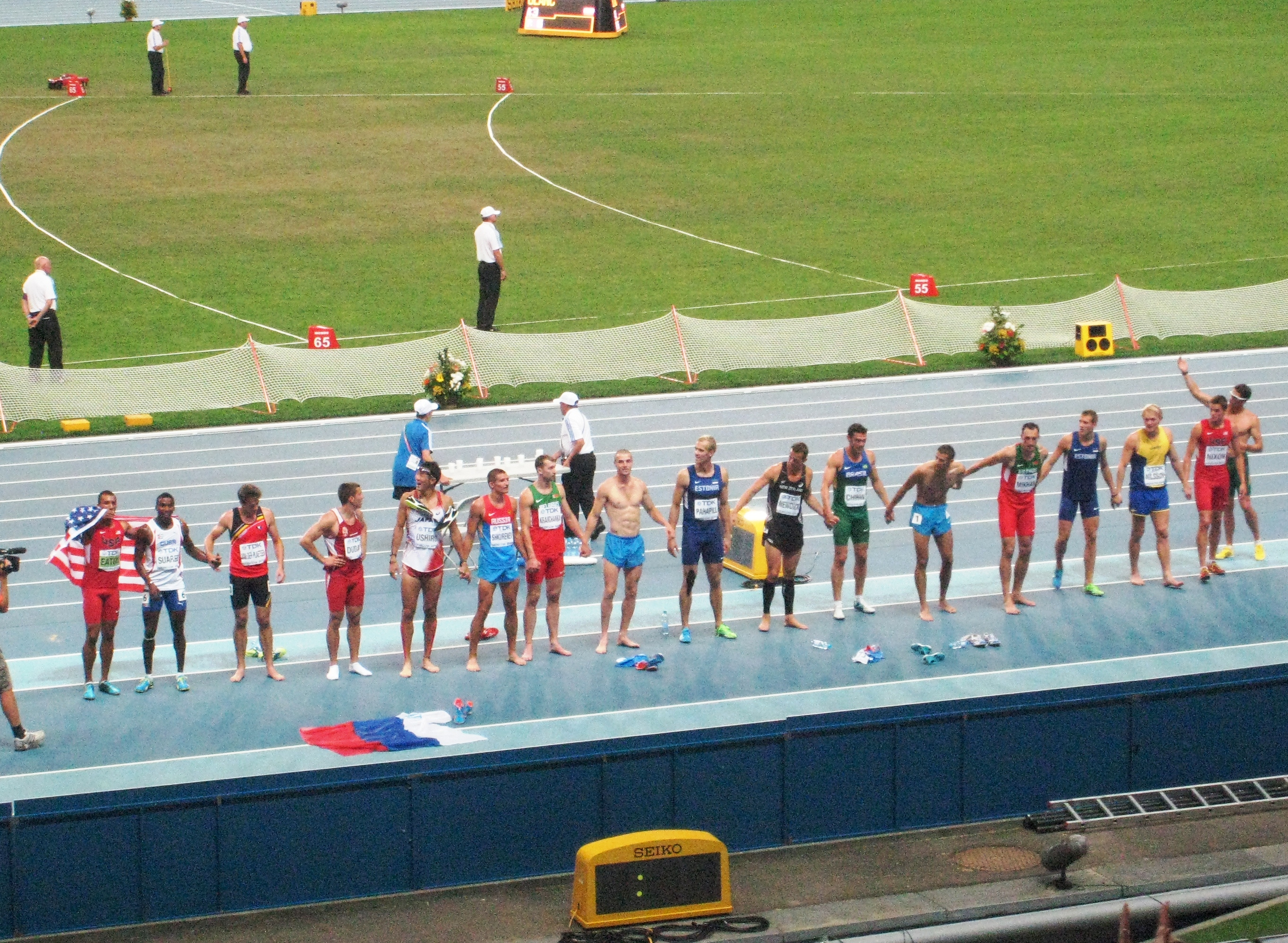
Tradição tanto no decatlo como no heptatlo, os atletas se reúnem para uma volta olímpica e saudação ao público juntos, ao final dos dois dias de exaustiva competição.

Um evento com dez modalidades chamado  "All-around", similar ao decatlo moderno, foi disputado no Campeonato de Atletismo Amador dos Estados Unidos em 1884 e tomou uma forma consistente a partir de 1890.  Várias versões de decatlo foram disputadas durante o século XIX e ele foi passou a fazer parte do programa olímpico em St. Louis 1904, como um "All-Around Championship". O evento foi disputado por sete atletas de duas nações e, segundo as regras da época, durava três dias. O primeiro campeão olímpico da Era Moderna foi o britânico Thomas Kiely. Nesta primeira participação, o decatlo era composto por:
| - Corrida 100 jardas - salto em distância - lançamento de martelo - salto em altura - corrida 880 jardas | - 120 jardas com barreiras - salto com vara - Corrida de 1 milha - Arremesso de peso com 56 libras - Lançamento do martelo |

A modalidade esteve ausente da edição seguinte, Londres 1908, e voltou nos Jogos de 1912 em Estocolmo, onde foi disputado com a configuração e nome atual, depois de estrear como competição um ano antes, em 1911, em Münster, na Alemanha. O vencedor foi o americano Jim Thorpe, que estabeleceu um recorde mundial para a prova e foi depois desqualificado por violação do estatuto de amador, sendo reabilitado post-mortem em 1982. Em Londres 1948 o decatlo foi vencido por Bob Mathias, de apenas dezessete anos, que persiste como o mais jovem campeão olímpico na história. Os Estados Unidos são o mais bem sucedido país nesta modalidade, em Jogos Olímpicos e campeonatos mundiais, conquistando a grande maioria das medalhas de ouro nestes eventos globais através dos anos. O norte-americano Ashton Eaton é o atual campeão e recordista olímpico do decatlo.

## Recordes
De acordo com a World Athletics.
| Recorde          | Pontos | Atleta        | País   | Data             | Local       |
| Recorde mundial  | 9126   | Kevin Mayer   | França | 16 setembro 2018 | Talence     |
| Recorde olímpico | 9018   | Damian Warner | Canadá | 5 agosto 2021    | Tóquio 2020 |

## Melhores marcas mundiais
As marcas abaixo são de acordo com a World Athletics.
| Posição | Pontos | Atleta          | País            | Data             | Local     |
| ------- | ------ | --------------- | --------------- | ---------------- | --------- |
| 1       | 9126   | Kevin Mayer     | França          | 16 setembro 2018 | Talence   |
| 2       | 9045   | Ashton Eaton    | Estados Unidos  | 29 agosto 2015   | Pequim    |
| 3       | 9039   | Ashton Eaton    | Estados Unidos  | 23 junho 2012    | Eugene    |
| 4       | 9026   | Roman Šebrle    | República Checa | 27 maio 2001     | Götzis    |
| 5       | 9018   | Damian Warner   | Canadá          | 5 agosto 2021    | Tóquio    |
| 6       | 8995   | Damian Warner   | Canadá          | 30 maio 2021     | Götzis    |
| 7       | 8994   | Tomáš Dvořák    | República Checa | 4 julho 1999     | Praga     |
| 8       | 8961   | Leo Neugebauer  | Alemanha        | 6 junho 2024     | Eugene    |
| 9       | 8909   | Pierce LePage   | Canadá          | 1 junho 2025     | Budapeste |
| 9       | 8909   | Sander Skotheim | Noruega         | 1 junho 2025     | Götzis    |

## Melhores marcas olímpicas
As marcas abaixo são de acordo com o Comitê Olímpico Internacional – COI.
| Posição | Pontos | Atleta         | País            | Medalha | Local            |
| ------- | ------ | -------------- | --------------- | ------- | ---------------- |
| 1       | 9018   | Damian Warner  | Canadá          | ouro    | Tóquio 2020      |
| 2       | 8893   | Roman Šebrle   | República Checa | ouro    | Atenas 2004      |
| 2       | 8893   | Ashton Eaton   | Estados Unidos  | ouro    | Rio 2016         |
| 4       | 8869   | Ashton Eaton   | Estados Unidos  | ouro    | Londres 2012     |
| 5       | 8847   | Daley Thompson | Reino Unido     | ouro    | Los Angeles 1984 |
| 6       | 8834   | Kevin Mayer    | França          | prata   | Rio 2016         |
| 7       | 8824   | Dan O'Brien    | Estados Unidos  | ouro    | Atlanta 1996     |
| 8       | 8820   | Bryan Clay     | Estados Unidos  | prata   | Atenas 2004      |
| 9       | 8796   | Markus Rooth   | Noruega         | ouro    | Paris 2024       |
| 10      | 8791   | Bryan Clay     | Estados Unidos  | ouro    | Pequim 2008      |

## Marcas da lusofonia
| País                | Marca | Atleta            | Ano  | Local            |        |
| Brasil              | 8393  | Carlos Chinin     | 2013 | São Paulo        | [ 11 ] |
| Portugal            | 8213  | Mário Ramos       | 2001 | Kaunas           | [ 12 ] |
| Angola              | 6381  | Afondo Deslandes  | 1989 | Madri            | :648   |
| Cabo Verde          | 6101  | José Rosa         | 2011 | Luso             | :649   |
| Moçambique          | 5848  | Cândido Coelho    | 1978 | Alger            | :649   |
| Guiné-Bissau        | 5514  | Arnaldo Fernandes | 1984 | Santiago de Cuba | :650   |
| São Tomé e Príncipe | 4909  | Carlos Amado      | 1996 | Hässelby         | :650   |